# Stazione di Takanohara
La stazione di Takanohara (高の原駅?, Takanohara-eki) è una stazione ferroviaria della città di Nara, nella prefettura omonima, in Giappone, servente la linea Kintetsu Kyōto delle Ferrovie Kintetsu, che congiunge Kyoto con Nara. Dista 30,8 km dal capolinea di Kyoto Centrale.

## Linee
Ferrovie Kintetsu
● Linea Kintetsu Kyōto

## Aspetto
La stazione è costituita da 4 binari passanti con due marciapiedi a isola collegati al fabbricato viaggiatori, posto su un ponte sopra i binari, da scale fisse, mobili e ascensori. 
| 1-2 | ■ Linea Kintetsu Kyōto | per Yamato-Saidaiji, Nara, Tenri, Yamato-Yagi, Kashiharajingū-mae e Yoshino |
| 3-4 | ■ Linea Kintetsu Kyōto | per Shin-Hōsono, Shin-Tanabe, Ōkubo, Tambabashi, Kyoto e Kokusaikaikan      |

## Stazioni adiacenti
| «                    | Servizio             | »                    |
| Linea Kintetsu Kyoto | Linea Kintetsu Kyoto | Linea Kintetsu Kyoto |
| -------------------- | -------------------- | -------------------- |
| Yamadagawa           | Locale               | Heijō                |
| Shin-Hōsono          | Espresso             | Yamato-Saidaiji      |